# Ying Qing
Ying Qing (in cinese 应清S; Shanghai, 10 aprile 1997) è una bobbista cinese.

## Biografia
Debuttò nella Coppa Europa di Bob 2016-2017, giungendo all'11º posto nella tappa del Königssee. Ottenne tre podi nella Coppa nordamericana 2017-2018. Nella stessa stagione vinse la medaglia di bronzo ai Campionati mondiali juniores di bob 2018 under 23, confermando il risultato anche ai Campionati mondiali juniores di bob 2019.
Ai Campionati mondiali juniores di bob 2020 vinse con il monobob l'argento nella categoria under 23 e il bronzo negli assoluti.
Ha rappresentato la Cina ai XXIV Giochi olimpici invernali di Pechino 2022, classificandosi al 9º posto nel monobob e al 14º posto nel bob a due femminile.
Il 18 febbraio 2023, durante la tappa di Sigulda della Coppa del Mondo di bob 2023, giunse al terzo posto nella gara di monobob, conquistando il primo podio per una bobbista cinese in una gara di coppa del mondo.